# قاعدة البيانات العالمية للتصاميم
قاعدة البيانات العالمية للتصاميم هي قاعدة بيانات شاملة عبر الإنترنت طورتها وتديرها المنظمة العالمية للملكية الفكرية. وهي بمثابة مرجع عالمي للتصاميم الصناعية، حيث توفر للمستخدمين إمكانية الوصول إلى مجموعة واسعة من سجلات التصاميم الدولية، ما يعزز الشفافية والكفاءة وسهولة الوصول في نظام التصاميم. توفر قاعدة البيانات أدوات وظيفية بحثية قيمة لمساعدة المصممين والباحثين والمتخصصين في مجال الملكية الفكرية وصنّاع السياسات في استكشاف التصاميم الصناعية في جميع أنحاء العالم، وتتبع تسجيلات التصاميم، والعثور على النزاعات المحتملة، وإتاحة الوصول إلى بيانات التصاميم للتحليل وتطوير السياسات والبحوث الأكاديمية.

## التاريخ
أطلقت قاعدة البيانات العالمية للتصاميم رسميًا في عام 2015. وقد صُمّمت لتوفير منصة مركزية للبحث واسترجاع سجلات التصاميم من مختلف قواعد البيانات الوطنية والدولية. وفي السنوات التالية، استمرت قاعدة البيانات في التطور وتوسيع وظائفها لتلبية الطلبات المتزايدة لمستخدمي التصاميم.
واعتبارًا من يونيو/حزيران 2023، كانت قاعدة البيانات تحتوي على أكثر من 15 مليون سجل.

## الميزات والوظائف
توفر قاعدة البيانات العالمية للتصاميم مجموعة من الميزات والأدوات لمساعدة المستخدمين في البحث عن معلومات التصاميم واستكشافها. تتضمن بعض الميزات الرئيسية ما يلي:
تغطية واسعة
تتيح قاعدة البيانات إمكانية الوصول إلى مجموعة واسعة من سجلات التصاميم من مكاتب التصاميم الوطنية والدولية. وهي تغطي التصاميم الصناعية المسجلة تحت اتفاقية لاهاي بشأن الإيداع الدولي للرسوم والنماذج الصناعية، بالإضافة إلى مكاتب التصاميم الوطنية في مختلف البلدان. يمكن للمستخدمين البحث عن التصاميم المسجلة في عدة ولايات قضائية، ما يجعلها مصدرًا قيمًا لحماية التصاميم على مستوى عالمي.
واجهة بحث متعددة اللغات
تدعم قاعدة البيانات العالمية للتصاميم العديد من اللغات، ما يسمح للمستخدمين بإجراء عمليات البحث باستخدام الكلمات المفتاحية والرئيسية، وعناوين التصاميم، وأسماء المتقدمين، ومعايير أخرى ذات صلة بلغتهم المفضلة. وتعزز هذه الإمكانية المتعددة اللغات من سهولة استخدام قاعدة البيانات وفعاليتها، مما يتيح للمستخدمين البحث عن التصاميم باستخدام المصطلحات المحلية أو الدولية.
خيارات البحث المتقدم
يمكن للمستخدمين الاستفادة من خيارات البحث المتقدم لتحسين استفساراتهم واسترجاع سجلات تصاميم محددة. توفر قاعدة البيانات العديد من المرشِّحات والفلاتر البحثية، بما في ذلك تصنيف التصاميم، والحالة، واسم مقدم الطلب، وتاريخ التقديم/الإيداع، وغيرها. تساعد هذه المرشحات والفلاتر المستخدمين على تضييق نطاق بحثهم والعثور على التصاميم ذات الصلة بشكل أكثر كفاءة.
معلومات تفصيلية عن التصاميم
يمكن للمستخدمين الوصول إلى معلومات شاملة لكل سجل تصميم من خلال قاعدة البيانات العالمية للتصاميم. يوفر كل سجل تفاصيل مثل عنوان التصميم، واسم مقدم الطلب وعنوانه، وتواريخ التسجيل وانتهاء الصلاحية، وتصنيف التصميم، والحالة، والوثائق المرتبطة به. يمكن للمستخدمين مراجعة الوضع والحالة القانونية للتصميم وتحميل وتنزيل الوثائق ذات الصلة لمزيد من التحليل والرجوع إليها.